# Israel Scheffler
Israel Scheffler (* 25. November 1923 in Brooklyn, New York City; † 16. Februar 2014 in Newton, Massachusetts) war ein US-amerikanischer Erziehungswissenschaftler und Philosoph an der Harvard University.
Scheffler erwarb am Brooklyn College einen Bachelor und einen Master in Psychologie. 1952 promovierte er bei Nelson Goodman an der University of Pennsylvania mit der Arbeit On quotation. Im selben Jahr erhielt er eine Anstellung an der Harvard University, wo er seine gesamte wissenschaftliche Karriere verbrachte. Ab 1964 war er dort Victor S. Thomas Professor of Education and Philosophy. 1992 ging Scheffler in den Ruhestand, gründete und leitete aber noch das Philosophy of Education Research Center an der Harvard Graduate School of Education.
Israel Scheffler befasste sich vor allem mit Sprachphilosophie, Symbolismus, Wissenschaftsphilosophie und Bildungsphilosophie. Er verfasste zahlreiche Bücher und Abhandlungen, wobei ein wiederkehrendes Thema die „Philosophie der Bildung“ war.
1971 wurde Scheffler in die American Academy of Arts and Sciences gewählt. Er hatte ein Ehrendoktorat (D.H.L.) des Jewish Theological Seminary inne und war Gründungsmitglied der National Academy of Education und Präsident der Philosophy of Science Association und der Charles S. Peirce Society.
Scheffler war verheiratet und hatte zwei Kinder. Am 16. Februar 2014 starb Israel Scheffler im Alter von 90 Jahren in Newton, Massachusetts.